# Leopold von Sacher-Masoch
Leopold von Sacher-Masoch (født 27. januar 1836, død 9. marts 1895) var en østrigsk baron, der skrev et par værker om erotisk underkastelse. Den mest kendte – Venus i pels  – omhandler den unge Severins forelskelse i en kvinde og hans ønsker om, at hun skal underkue ham og behandle ham som slave. Bogen afspejler Sacher-Masochs eget liv.
I slutningen af 1800-tallet opkaldte psykiateren Richard von Krafft-Ebing begrebet masochisme efter Sacher-Masoch.